# Pemphigus circellatus
Pemphigus circellatus är en insektsart. Pemphigus circellatus ingår i släktet Pemphigus och familjen långrörsbladlöss. Inga underarter finns listade i Catalogue of Life.